# The Red Locusts
The Red Locusts — американський супергурт, до складу якого входять Рік Спрінгфілд, Метт Біссонетт, Грег Біссонетт і ще двоє. Гурт заснований у 2020 році.

## Історія
У березні 2021 року гурт випустив однойменний альбом The Red Locusts. Альбом є триб'ютом гурту The Beatles і павер-поп гуртам 1980-х і 1990-х років.
Альбом The Red Locusts сповнений мелодій, ключових змін і дзвінких гітар, що нагадують The Beatles. «Ми всі бітлз-фріки», — каже Рік Спрінгфілд. «Ми хотіли записати альбом, який би був навіяний [The Beatles], але фактично відправив би нас до в'язниці The Beatles».
Для одного треку Рік Спрінгфілд створив пісню під назвою «Miss Daisy Hawkins» з ДНК пісні «Eleanor Rigby» Пола Маккартні. Рік Спрінгфілд зазначає, «Miss Daisy Hawkins» — це була оригінальна назва, яку Пол Маккартні вибрав для пісні, але зрештою змінив назву пісні з «Miss Daisy Hawkins» на «Eleanor Rigby». «Miss Daisy Hawkins» могла бути відомою в пісні Пола Маккартні, але була «втрачена через примху ще в 1966 році». Тож я написав пісню під назвою «Miss Daisy Hawkins».
У жовтні 2021 року Рік Спрінгфілд і Рассел Морріс (як The Morris Springfield Project) випустять «Jack Chrome and the Darkness Waltz», концептуальний альбом, заснований на іспанському святкуванні «Дня мертвих». Це прекрасна концепція, завдяки якій щороку наприкінці жовтня вони запрошують духів своїх покійних близьких, щоб вони повернулися та жили з ними протягом трьох тижнів. Це три тижні святкувань і обіймів з тими, хто покинув цей світ.

## Учасники гурту
Навколо учасників гурту панувала таємниця, на обкладинці альбому використовувалися псевдоніми, схожі на Travelling Wilburys:
- Пол Рамон (Paul Ramone) — гітара, вокал (ідентифікований як Рік Спрінгфілд. Ім'я Пол Рамон — це нагадування про ранній псевдонім Пола Маккартні, Пол Рамон)[6]
- Скотті Скаффлтон (Scotty Skuffleton) — бас, вокал (ідентифікований як Метт Біссонетт)
- Скіппі Скаффлтон (Skippy Skuffleton) — барабани, вокал (ідентифікований як Грег Біссонетт, брат Метта)
- Дункан Світс (Duncan Sweets) — клавішні, вокал,
- Beau Weevil (Beau Weevil) — гітара, вокал[7]

## Дискографія
- The Red Locusts (2021, Lolipop Records)

### Трек-лист
1. «Under the Rainbow»
2. «Another Bad Day for Cupid»
3. «Sons and Daughters»
4. «Miss Daisy Hawkins»
5. «Honestly»
6. «Glow Worm»
7. «Insert Your Name Here»
8. «Vanity Skies»
9. «Deep Blue Sea»
10. «Love Is Going To Save The Day»[8]